# Joseph-Charles Lefèbvre
Joseph-Charles Lefèbvre, francoski rimskokatoliški duhovnik, škof in kardinal, * 15. april 1892, Tourcoing, † 2. april 1973.

## Življenjepis
17. decembra 1921 je prejel duhovniško posvečenje. 27. julija 1938 je bil imenovan za škofa Troyesa in 11. oktobra istega leta prejel škofovsko posvečenje.  17. junija 1943 je postal nadškof Bourgesa. 28. marca 1960 je bil povzdignjen v kardinala in imenovan za kardinal-duhovnika S. Giovanni Battista dei Fiorentinija. Upokojil se je 10. oktobra 1969.